# Fallen Angels
Fallen Angels je sedmatřicáté studiové album amerického písničkáře Boba Dylana. Vydáno bylo v květnu roku 2016 společností Columbia Records a jeho producentem byl Jack Frost, což je Dylanův pseudonym. Stejně jako v případě předchozího alba Shadows in the Night obsahuje i tato nahrávka písně, které dříve nahrál zpěvák Frank Sinatra (výjimkou je píseň „Skylark“).

## Seznam skladeb
| Pořadí | Název                           | Autor                                | Délka |
| ------ | ------------------------------- | ------------------------------------ | ----- |
| 1.     | Young at Heart                  | Johnny Richards, Carolyn Leigh       | 2:59  |
| 2.     | Maybe You’ll Be There           | Rube Bloom, Sammy Gallop             | 2:56  |
| 3.     | Polka Dots and Moonbeams        | Jimmy Van Heusen, Johnny Burke       | 3:20  |
| 4.     | All the Way                     | Van Heusen, Sammy Cahn               | 4:01  |
| 5.     | Skylark                         | Hoagy Carmichael, Johnny Mercer      | 2:56  |
| 6.     | Nevertheless                    | Harry Ruby, Bert Kalmar              | 3:27  |
| 7.     | All or Nothing at All           | Arthur Altman, Jack Lawrence         | 3:04  |
| 8.     | On a Little Street in Singapore | Peter DeRose, Billy Hill             | 2:15  |
| 9.     | It Had to Be You                | Isham Jones, Gus Kahn                | 3:39  |
| 10.    | Melancholy Mood                 | Walter Schumann, Vick R. Knight, Sr. | 2:53  |
| 11.    | That Old Black Magic            | Harold Arlen, Mercer                 | 3:04  |
| 12.    | Come Rain or Come Shine         | Arlen, Mercer                        | 2:37  |

## Obsazení
- Bob Dylan – zpěv
- Charlie Sexton – kytara
- Stu Kimball – kytara
- Dean Parks – kytara
- Donnie Herron – steel kytara, viola
- Tony Garnier – baskytara
- George Recile – bicí